# Delko Marseille Provence KTM/Saison 2018
Dieser Artikel listet Erfolge und Fahrer des Radsportteams Delko Marseille Provence KTM in der Saison 2018 auf.

## Erfolge in der UCI Africa Tour
Bei den Rennen der UCI Africa Tour im Jahr 2018 gelangen dem Team nachstehende Erfolg.
| Datum      | Rennen                              | Kat. | Sieger        |
| ---------- | ----------------------------------- | ---- | ------------- |
| 16. Januar | 2. Etappe La Tropicale Amissa Bongo | 2.1  | Brenton Jones |
| 19. Januar | 5. Etappe La Tropicale Amissa Bongo | 2.1  | Brenton Jones |

## Erfolge in der UCI Asia Tour
Bei den Rennen der UCI Asia Tour im Jahr 2018 gelangen dem Team nachstehende Erfolg.
| Datum          | Rennen                         | Kat. | Sieger        |
| -------------- | ------------------------------ | ---- | ------------- |
| 24.–27. Januar | Gesamtwertung Sharjah Tour     | 2.1  | Javier Moreno |
| 23. Juli       | 2. Etappe Tour of Qinghai Lake | 2.HC | Brenton Jones |

## Erfolge in der UCI Europe Tour
Bei den Rennen der UCI Europe Tour im Jahr 2018 gelangen dem Team nachstehende Erfolge.
| Datum       | Rennen                     | Kat. | Sieger           |
| ----------- | -------------------------- | ---- | ---------------- |
| 10. Februar | 2. Etappe Tour La Provence | 2.1  | Remy Di Gregorio |
| 19. Mai     | 2. Etappe Tour de l’Ain    | 2.1  | Javier Moreno    |

## Erfolge in den Nationalen Straßen-Radsportmeisterschaften
Bei den Rennen der Nationalen Straßen-Radsportmeisterschaften 2018 konnte das Team nachstehende Titel erringen.
| Datum    | Rennen                                       | Fahrer            |
| -------- | -------------------------------------------- | ----------------- |
| 23. Juni | Ruandaische Meisterschaft – Einzelzeitfahren | Joseph Areruya    |
| 1. Juli  | Bulgarische Meisterschaft – Straßenrennen    | Nikolaj Michajlow |

## Mannschaft
| Teamkader 2018                                  | Teamkader 2018    | Teamkader 2018 | Teamkader 2018                                           |
| Name                                            | Geburtsdatum      | Land           | Vorheriges Team                                          |
| ----------------------------------------------- | ----------------- | -------------- | -------------------------------------------------------- |
| Romain Combaud                                  | 1. April 1991     | Frankreich     | Armée de terre (2015)                                    |
| Lucas De Rossi                                  | 16. August 1995   | Frankreich     |                                                          |
| Rémy Di Grégorio (1. Jan.–26. Mai)              | 31. Juli 1985     | Frankreich     | Martigues Sport Cyclisme (2013)                          |
| Julien El-Farès                                 | 1. Juni 1985      | Frankreich     | Sojasun (2013)                                           |
| Delio Fernández                                 | 17. Februar 1986  | Spanien        | W52-Quinta da Lixa (2015)                                |
| Iuri Filosi                                     | 17. Januar 1992   | Italien        | Nippo-Vini Fantini (2017)                                |
| Mauro Finetto                                   | 10. Mai 1985      | Italien        | Unieuro Wilier (2016)                                    |
| Brenton Jones                                   | 12. Dezember 1991 | Australien     | JLT Condor (2017)                                        |
| Przemysław Kasperkiewicz                        | 1. März 1994      | Polen          | An Post-ChainReaction (2017) missing qualifiers by rider |
| Jérémy Leveau                                   | 17. April 1992    | Frankreich     | Roubaix Lille Métropole (2017)                           |
| Ángel Madrazo                                   | 30. Juli 1988     | Spanien        | Caja Rural-Seguros RGA (2016)                            |
| Yannick Martinez                                | 4. Mai 1988       | Frankreich     | Team Europcar (2015)                                     |
| Nikolaj Michajlow                               | 8. April 1988     | Bulgarien      | CCC Sprandi Polkowice (2017)                             |
| Javier Moreno                                   | 18. Juli 1984     | Spanien        | Bahrain-Merida (2017)                                    |
| Jhon Anderson Rodríguez (1. Jan.–28. Mai)       | 12. Oktober 1996  | Kolumbien      | EPM-Tigo-Une-Área Metropolitana (2016)                   |
| Evaldas Šiškevičius                             | 30. Dezember 1988 | Litauen        | Sojasun (2013)                                           |
| Gatis Smukulis                                  | 15. April 1987    | Lettland       | Astana (2016)                                            |
| Julien Trarieux                                 | 19. August 1992   | Frankreich     | AVC Aix-en-Provence (2017)                               |
| Joseph Areruya (11. Mär.–31. Dez.)              | 1. Januar 1996    | Ruanda         | Dimension Data for Qhubeka (2018)                        |
| Alexis Guérin (1. Jul.–31. Dez.)                | 6. Juni 1992      | Frankreich     | VC Rouen 76 (2017)                                       |
| Alessandro Fedeli (1. Aug.–31. Dez., Stagiaire) | 2. März 1996      | Italien        | Colpack (2017)                                           |
| Rémy Rochas (1. Aug.–31. Dez., Stagiaire)       | 18. Mai 1996      | Frankreich     | Chambéry CF (2017)                                       |
| Robin Meyer (1. Aug.–31. Dez., Stagiaire)       | 22. März 1996     | Frankreich     |                                                          |
|                                                 |                   |                |                                                          |
| Quelle: ProCyclingStats                         |                   |                |                                                          |

Anmerkung: Przemysław Kasperkiewicz missing qualifiers by rider